# Sungai Binsulok
Der Binsulok (mal. Sungai Binsulok) oder Binsulok River ist ein Fluss im malaysischen Bundesstaat Sabah auf Borneo. Er entspringt an den nördlichen Hängen des Gunung Tinutudang in der Bergregion der Crocker Ranges im Landesinneren von Sabah und mündet in der Nähe von Kampung Binsulok in die Kimanis-Bucht. Zusammen mit dem bei Membakut in die Bucht mündenden Sungai Membakut bildet er das Flusssystem "Sungai Membakut/Binsulok".